# 复响
复响，亦称作响度重振（英文：Loudness recruitment），是指响度随声强异常快速的增加。复响是感觉神经性耳聋的一个常见症状，在很多情况下可以作为诊断感觉神经性耳聋的依据之一。复响现象是设计助听器、人工耳蜗等听觉辅助设备时必须考虑的一个重要因素。

## 复响的检验与临床表现
感觉神经性耳聋伴随一定频率范围内听觉阈值的上升，复响现象通常只发生在这些受损的频率范围。且若为单耳耳聋，复响一般也只出现在聋耳。复响现象常用纯音，通过心理物理试验的方法来检验。在此类心理物理实验中，病人（或被试者）被要求通过主观判断或主动调整来使两个不同频率的纯音或两耳听到的相同频率的纯音的响度达到一致；或者被要求用一个数来表征所听到的纯音的响度。这类实验的结果表明：在高阈值（即受损）的频率范围内，响度随声强的增加比在正常频率范围内快。例如，一个左侧单侧耳聋的病人在聆听左右两耳中的2 kHz纯音时，需要左耳声强达到50 dB SPL方能匹配右耳20 dB SPL纯音的强度；但是当左右耳中的声强均达到80 dB SPL时，病人在左右耳中感觉到的响度却相等。所以复响现象亦可描述为听觉动态范围在受损频率带内的减少

。
在日常生活中，很多聋人需要声强较正常值高的声音方能听见，但是如果声强过高，聋人则抱怨说声音过响，造成不适。这也是很多聋人倾向于避免在嘈杂的环境中使用助听器的原因之一。这些都可以看作是复响现象的临床表现。

## 复响的神经生理原理
声强是一个客观的物理指标，而响度是一个取决于听者的主观指标。虽然对于纯音之类的简单声响，响度和声强的关系已经研究得比较清楚，但是听觉系统编码声强、决定响度的机制却尚未探明。目前一般认为响度主要取决于听觉系统某一级（例如全部听神经纤维，或耳蜗核的全部某一类细胞）的总和（或等价地，平均）动作电位发放率。当然这个猜测还未得到充分的证实，也有许多与之相反的证据。
关于复响的神经起源，有以下几大猜想。有人认为复响反映的是感觉神经性耳聋中，由于耳蜗的外毛细胞受损而造成的基底膜输入输出函数斜率的增加。

另一种观点认为复响主要源自于兴奋随声强增加的异常快速的扩张。

这里的扩张指的是在频带内的扩张，例如随着声强的增加，愈来愈多的听神经得到兴奋。第三种观点认为复响是由于最佳频率（BF）附近的听神经纤维阈值分布方差的减小。

第四种观点认为中枢听觉系统在耳聋后发生的自身调节导致神经元兴奋性的增加，进而产生复响。

究竟由何种神经生理的原因导致复响现象，目前正在研究中，不排除答案可能是以上四种猜测中若干种的共同作用。